# Singimari
Singimari és un riu de Bengala Occidental que arriba procedent del nord (del districte de Jalpaiguri i la frontera de Sikkim) amb el nom de Jaldhaka i al districte de Koch Behar forma el principal riu; es dirigeix llavors al sud-est pels pobles de Giladanga, Panigram, Dhaibanga, Khaterbari i Matabhanga. A la meitat del seu curs és anomenat Manshahi, i més avall Singimari. Té diverses comunicacions amb el Dharla o Torsha, al que finalment s'uneix a sud prop de Durgapur i Gitaldaha. Els seus afluents principals entre els quals el Mujnai, Satanga, Duduya, Dolang i Dalkhoa. L'antiga capital del principat de Koch Behar, Kamatpur, estava situada a la riba del Singimari prop de Gosainimarai, on queden nombroses ruïnes de temples i edificis.